# Лу Синь
Лу Синь (кит. трад. 魯迅, упр. 鲁迅, пиньинь Lǔ Xùn, палл. Лу Сюнь, диалектное чтение имени — Синь; 25 сентября 1881 — 19 октября 1936), настоящее имя Чжоу Шужэ́нь (кит. трад. 周樹人, упр. 周树人, пиньинь 	Zhōu Shùrén) — китайский писатель, оказавший большое влияние на развитие литературы и общественно-политической мысли Китая первой половины XX века. Считается основоположником современной китайской литературы. Наиболее известные произведения: «Подлинная история А-Кью», «Записки сумасшедшего». Является потомком в 32-м колене основателя неоконфуцианства Чжоу Дуньи.

## Жизнь
Родился в уезде Куайцзи провинции Чжэцзян 25 сентября 1881 года. Имя, данное ему при рождении, было Чжоу Чжаншоу, затем он изменил его на Чжоу Юцай, и в конце концов стал называть себя Чжоу Шужэнем (樹人).
Семья Чжоу была очень образованной, его дедушка по линии отца, Чжоу Фуцин (周福清), занимал должность в Ханьлиньской Академии; его мать сама научилась чтению. Однако, после инцидента со взяточничеством, когда Чжоу Фуцин пытался получить кабинет в академии для своего сына, Чжоу Бои, отца Лу Синя, удача отвернулась от семьи. Чжоу Фуцин был арестован и чуть ли не обезглавлен. Однако, Чжоу Шужэня воспитала старшая слуга семьи, А Чан, которого Лу Синь звал Чан Ма. Младшим братом Лу Синя был Чжоу Цзожэнь впоследствии ставший писателем и переводчиком. Одной из любимых детских книжек Лу Синя, как утверждает Дэвид Поллард, была «Книга гор и морей».
Хронический туберкулёз отца и его преждевременная кончина подвигли Лу Синя изучать медицину. Избегая китайской традиционной медицины, которая вследствие большого количества шарлатанов не помогла его отцу, он решил получить западную учёную степень по медицине в Сэндайской медицинской академии, в город Сендай (Япония) в 1904 году.

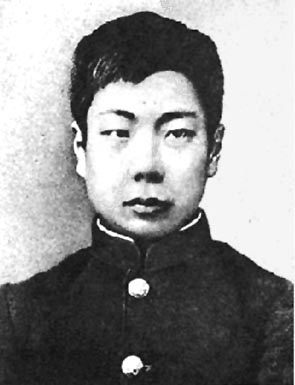
Лу Синь в юности

## Образование
С 1898 по 1899 год Лу Синь учился в Цзяннаньской военно-морской академии (江南水師學堂), затем был переведён в Школу горного дела и железных дорог (礦路學堂) при Цзяннаньской военной академии (江南陸師學堂). Здесь он впервые познакомился с западным образованием и наукой; изучал немецкий и английский, читал иностранную научную и художественную литературу.
По стипендиальной программе правительства Лу Синь отправился в Японскую империю в 1902 году. Он поступил в Институт Кобун — подготовительную школу для китайских студентов, поступающих в университеты Японии. Там он написал своё первое эссе на классическом китайском языке, занимался джиу-джитсу.
Он вернулся домой в 1903 году и вступил в запланированный брак с необразованной девушкой из не очень знатного сословия. Возможно, Лу Синь никогда не вступал с ней в брачные отношения, однако заботился о её материальном благополучии всю свою жизнь.

## Сендай
Лу Синь поступил в Сендайскую медицинскую академию в 1904 году и стал в ней первым иностранным студентом. У него сложились хорошие отношения с учителем и наставником — Фудзино Гэнкуро; Лу Синь выразил своё почтение к этому человеку в эссе «Господин Фудзино», в мемуарах «Утренние цветы, сорванные в сумерках» (Фудзино выразил ему своё уважение в эссе, которое он написал как некролог Лу Синю в 1937 году).
Однако, в марте 1906 года Лу Синь неожиданно прекратил свою учёбу и покинул колледж. В предисловии к своему знаменитому сборнику «К оружию» (呐喊，дословно — «клич») он рассказывает, почему покинул академию. Однажды после уроков, один из японских преподавателей показал слайды с казнью предполагаемых китайских шпионов во время русско-японской войны 1904—1905 годов. На слайде он увидел одного из своих друзей, которого обвиняли в шпионаже. Он был приговорён к казни. А его китайские друзья пришли смотреть на эту казнь не из сочувствия, а словно на представление. Лу Синь был шокирован их безразличием; он решил, что лечить болезни души его соотечественников намного важнее, чем болезни телесные.
В 1906 году он переехал в Токио, где попал под влияние филолога Чжан Тайяня, и вместе со своим братом, также стипендиатом, опубликовал переводы некоторых восточноевропейских и русских рассказов. Следующие три года он провёл в Токио, написал серию эссе на вэньяне по истории науки, китайской и европейской литературе, китайскому обществу, реформам и религии в Китае, а также переводы художественных произведений разных стран на китайский язык.

## Карьера
Вернувшись в Китай, Лу Синь начал преподавать в Чжэцзянской средней школе, которая стала предшественницей знаменитой Высшей школы Ханчжоу (浙江省杭州高级中学), затем в Китайско-западной школе города Шаосин, его родного города, и с основанием республики в скором времени занял пост министра образования в Пекине. Через некоторое время он стал также преподавать в Пекинском университете и в Женском педагогическом колледже Пекина, и начал писать.

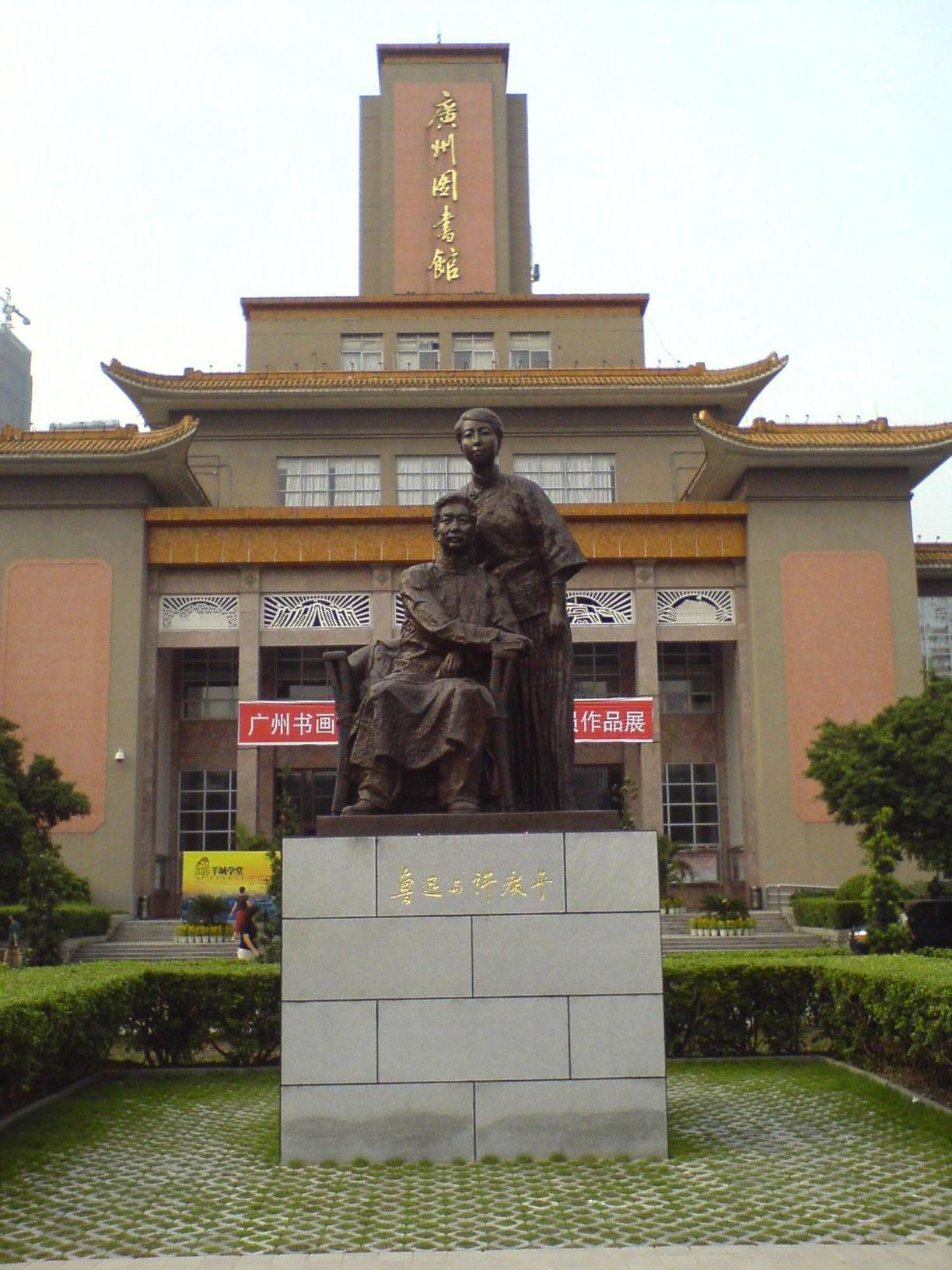
Статуя Лу Синя и его жены в Гуанчжоу

Первые работы Лу Синя были весьма традиционны, написаны на вэньяне, книжном, письменном китайском языке, грамматика которого была крайне сложной, в итоге для недостаточно грамотных людей они были малопонятны. Но с 1918 года Лу Синь становится одним из инициаторов «Движения за новую литературу». Свои работы он начинает писать на байхуа — новом письменном китайском языке, очень приближенном к разговорному. Темы его рассказов становятся необычными для того времени, так как он затрагивает темы жизни простых людей: крестьян, пролетариата, городской интеллигенции, высмеивает традиционализм и рабскую покорность. Кроме того, Лу Синь вводит в китайскую литературу малые формы-рассказы, очерки, эссе, а также другие приёмы и особенности, характерные для европейской литературы.
В мае 1918 года Лу Синь впервые использовал свой псевдоним при публикации небольшого рассказа на байхуа «Записки сумасшедшего» Куанжэнь жицзи 狂人日記) — боевой памфлет, прозвучавший как резкое обличение пороков сословно-родовых отношений и феодальных этических норм старого Китая. Публикация рассказа сделала его одним из влиятельнейших писателей своего времени.
Его знаменитая повесть, «Подлинная история А-Кью» (А Q Чжэнчжуань, 阿Q正傳), была издана в период с 1921 по 1922 год и вместе с рассказом «Записки сумасшедшего» войдет в сборник «Клич» (呐喊), опубликованный в 1923 году.
Работы Лу Синя оказали большое влияние на становление антиимпериалистического «Движения 4 мая» в 1919 году.
Лу Синь интересовался марксизмом и был редактором нескольких левых китайских журналов, таких как «Новая молодёжь» (新青年, Синь циннянь) и «Ростки» (萌芽, Мэн я). В 1930 году Лу Синь организует и возглавляет «Лигу левых писателей» (секцию Международного объединения революционных писателей), которая объединяет наиболее активных и влиятельных литераторов Китая того периода. Влияние на него оказали также фрейдизм и дарвинизм. Из китайских мыслителей ценил Лао-цзы и Мо-цзы. Отрицательно относился к конфуцианству и пессимистически-релятивистской философии Чжуан-цзы. Неприятие традиционализма проявилось в рассказе Кун Ицзи.
Хотя Лу Синь перестаёт публиковать собственные работы в конце 1925 года, а после переезда из Пекина в Шанхай в 1927 году активно занимается переводом русской литературы (особенно он восхищался Гоголем, чьи «Мёртвые души» перевёл на китайский), а также написанием небольших, но хлёстких сатирических эссе, которые стали его личным отличительным знаком. Кроме того, он так же помогает многим начинающим писателям. Так даёт советы писательнице Сяо Хун с северо-востока Китая, а в 1935 выходит её повесть «Шэнсычан» с его предисловием.
В 1929 году выходит книга Лу Синя «Правдивая история А-Кея» (содержит также другие рассказы автора) на русском языке в переводе востоковеда Бориса Васильева.
Из-за его левых взглядов и роли в истории становления китайской республики он был запрещён на Тайване до 1980 года.

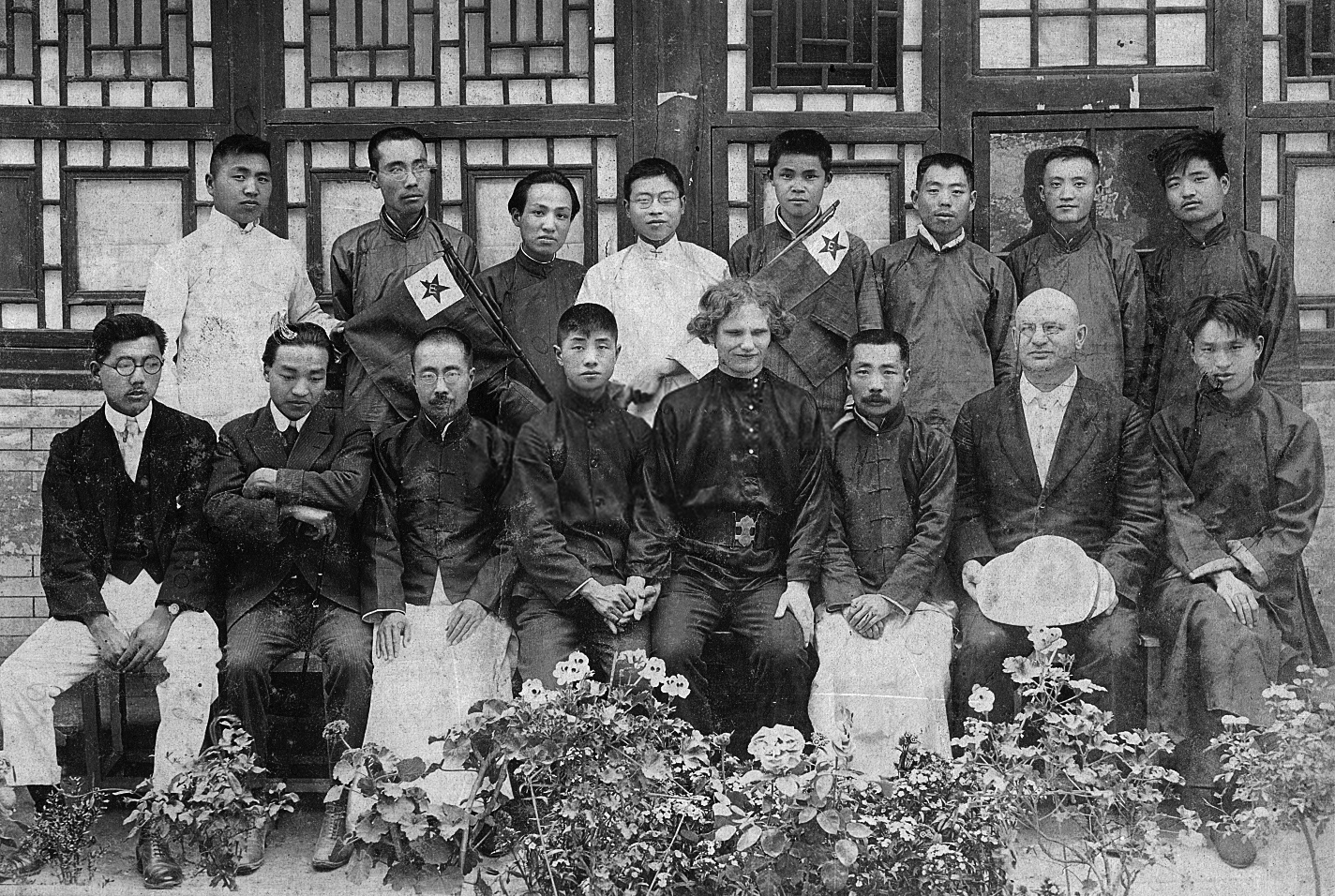
Ерошенко в Пекине. На фото также запечатлёны Лу Синь и его младший брат Чжоу Цзожэнь

Лу Синь был одним из первых активистов движения за введение эсперанто в Китае. В 1922 году принимал в своём доме слепого русского эсперантиста Василия Ерошенко. Лу Синь был одним из основателей Пекинской эсперанто-школы (эсп. Pekina Esperanto-Lernejo), и два года вёл в ней курс о китайской литературе.

## Последние дни

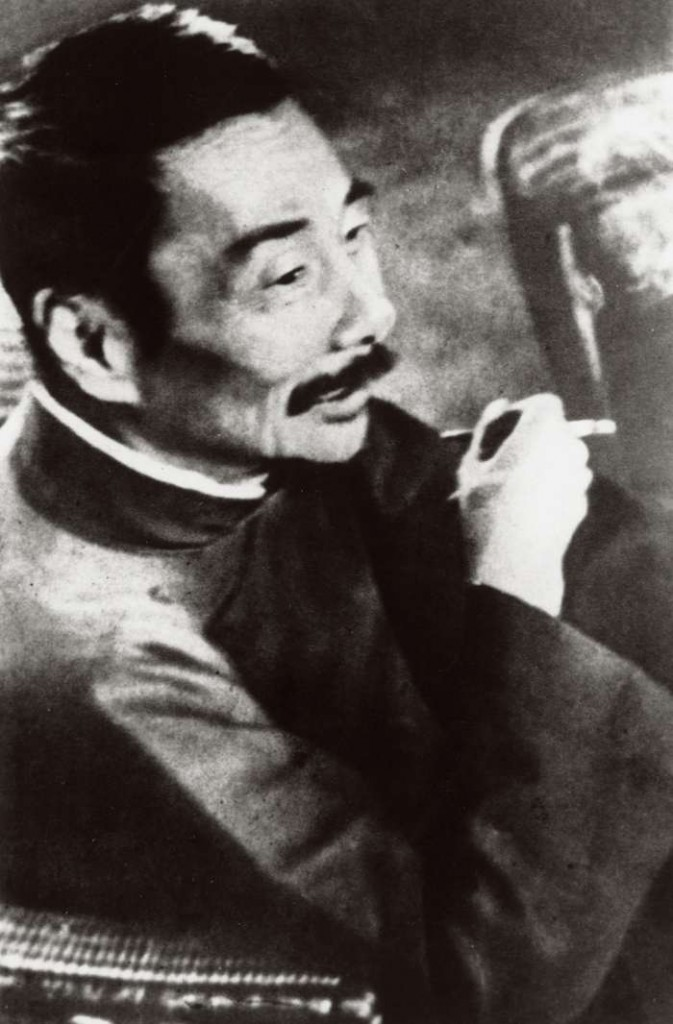
Лу Синь за 11 дней до смерти

В 1936 году лёгкие Лу Синя были серьёзно поражены туберкулёзом, к тому же он был заядлым курильщиком. В марте того же года его состояние ухудшилось, началась лихорадка и астматические приступы. С июня по август его состояние снова ухудшилось. В последние дни своей жизни, в период лучшего самочувствия, он написал два эссе — «Смерть» и «Это тоже жизнь». Незадолго до смерти Лу Синь получил предложение от представителей Нобелевского комитета подать заявку на получение премии, однако смертельно больной писатель на тот момент уже мало интересовался международными наградами и отказал делегации в этом предложении. 8 октября врач поставил ему обезболивающее, и следующие сутки с ним провела его жена. Скончался писатель 19 октября в 5:11 утра.
Останки Лу Синя находятся в мавзолее в парке его имени, в Шанхае. На его гробнице помещена каллиграфическая надпись, сделанная Мао Цзэдуном, который был большим поклонником творчества Лу Синя. Его ценили также Хо Ши Мин и Ким Ир Сен. Сам Лу Синь, симпатизировавший коммунистическим идеям (в 1935 и 1936 годах посылал приветствия коммунистам в связи с успехом Северо-западного похода), не вступал в Коммунистическую партию Китая, но был принят в неё посмертно.
Японский нобелевский лауреат по литературе Кэндзабуро Оэ назвал Лу Синя «величайшим писателем Азии в двадцатом веке».
Отмечают влияние Лу Синя также на Мо Яня. «Правдивую историю А-Кью» инсценировал диссидент из ГДР Кристоф Хайн.

## Память
31 декабря 1966 года тиражом 6 млн экземпляров была выпущена серия из трёх почтовых марок КНР «Памяти пионера культурной революции Лу Синя» (кит. упр. 纪念我们的文化革命先驱鲁迅) (Sc #924—926). На первой представлен текст характеристики Лу Синя, данной Мао Цзэдуном в тексте «О новой демократии» (кит. упр. 新民主主义论) января 1940 года. На второй марке изображён портрет Лу Синя (1930). На третьей марке представлен автограф Лу Синя — две часто цитируемые строчки из его стихотворения «Смеюсь над собой» (кит. упр. 自嘲) 1932 года: «Нахмурив брови, с холодным презреньем взираю на осуждающий перст вельможи. Но, склонив голову, готов, как буйвол, служить ребенку» (кит. упр. 横眉冷对千夫指，俯首甘为孺子牛).

## Переводы на русский

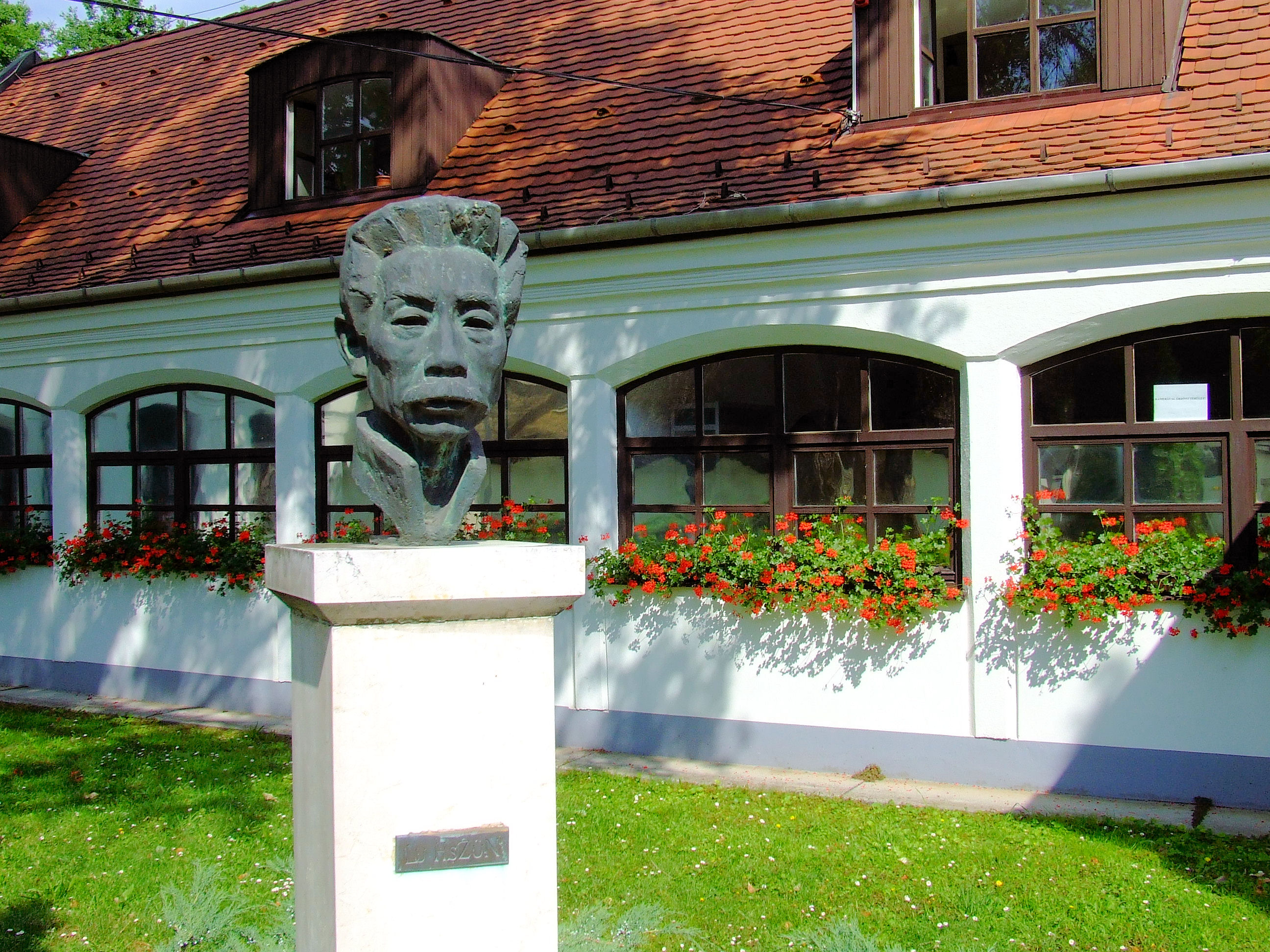
Бюст в Музее Ш. Петёфи

- Лу Синь. Собрание сочинений. Т. 1-4. М., Гослитиздат. 1954—1956
- Лу Синь. Повести. Рассказы. / Пер. с китайского. — М., «Художественная литература», 1971 (Библиотека всемирной литературы)
- Лу Синь. «О, эта великая и проклятая стена»: (Из публицистики 20-х гг.) / Вступ. В. Сорокина // Проблемы Дальнего Востока. 1993, № 2, с. 158—168.